# Radenîci, Mostîska
Radenîci (în ucraineană Раденичі) este localitatea de reședință a comunei Radenîci din raionul Mostîska, regiunea Liov, Ucraina.

## Demografie
Componența lingvistică a localității Radenîci
     Ucraineană (98,29%)
     Alte limbi (0,09%)
Conform recensământului din 2001, majoritatea populației localității Radenîci era vorbitoare de ucraineană (98,29%), existând în minoritate și vorbitori de polonă (1,62%).